# Batalla de Eltham's Landing

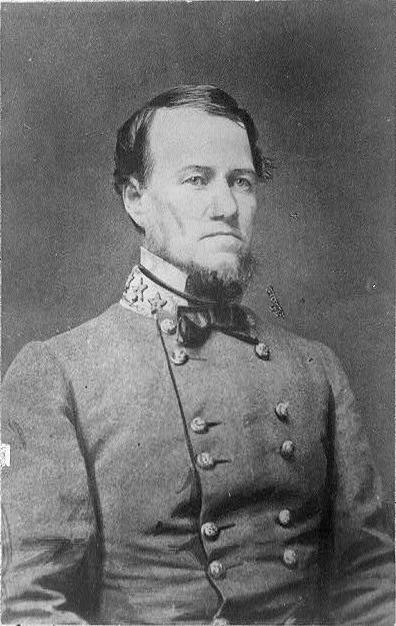
General Gustavus Woodson Smith

La batalla de Eltham's Landing, también conocida como la batalla de Barhamsville, o West Point, tuvo lugar el 7 de mayo de 1862, en New Kent County, Virginia, como parte de la campaña de la Península de la guerra civil estadounidense. La división de la Unión del general de brigada William B. Franklin al arribar a Eltham's Landing fue atacada por dos brigadas al mando del general de brigada G. W. Smith, como reacción a la amenaza a los trenes del ejército confederado en Barhamsville Road que implicaba la presencia de Franklin. El movimiento de Franklin ocurrió mientras el ejército confederado se retiraba de la línea de Williamsburg, pero no pudo evitar el movimiento de esas tropas.

## Antecedentes
Cuando el general confederado Joseph E. Johnston retiró inesperadamente sus fuerzas de la Línea Warwick en la batalla de Yorktown la noche del 3 de mayo, el general de división George B. McClellan fue tomado por sorpresa y no estaba preparado para montar una persecución inmediata. El 4 de mayo, ordenó al comandante de caballería general de brigada George Stoneman que persiguiera la retaguardia de Johnston y envió aproximadamente la mitad de su Ejército del Potomac detrás de Stoneman, bajo el mando del general de brigada Edwin V. Sumner. Estas tropas lucharon en la inconclusa batalla de Williamsburg el 5 de mayo, después de la cual los confederados continuaron moviéndose hacia el noroeste en dirección a Richmond.
McClellan también ordenó a la división del general de brigada William B. Franklin que abordara barcos de transporte en el río York en un intento de aterrizar y cortar la retirada de Johnston. Sólo tomó dos días abordar a los hombres y el equipo en los barcos, así que Franklin no fue de ninguna ayuda para la acción de Williamsburg. Pero McClellan tenía grandes esperanzas en su movimiento envolvente, planeando enviar otras divisiones (las de los generales Fitz John Porter, John Sedgwick e Israel B. Richardson) río abajo de la posición de Franklin. Su destino era Eltham's Landing en la orilla sur del río Pamunkey frente a West Point, un puerto en el río York, que era la terminal del ferrocarril de los ríos Richmond y York. El punto de desembarco se encontraba a unas 5 millas (8.0 km) al sur de la pequeña ciudad de Barhamsville, donde una intersección clave en el camino a New Kent Court House estaba siendo utilizada por el ejército de Johnston en la tarde del 6 de mayo.
Los hombres de Franklin llegaron a la orilla en pontones ligeros y luego se construyó un muelle flotante de 120 metros de largo con pontones, botes y madera, para poder descargar la artillería y los suministros. El trabajo continuó con antorchas durante toda la noche y la única resistencia enemiga fueron unos pocos disparos al azar realizados por piquetes confederados en el acantilado sobre el rellano, que terminaron alrededor de las 10 p. m.

## Batalla

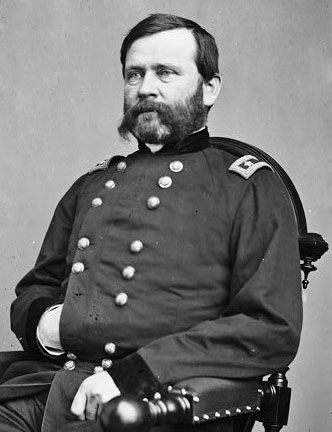
General William B. Franklin

Johnston ordenó al general de división G. W. Smith que protegiera la carretera a Barhamsville y Smith asignó la división del general de brigada William H. C. Whiting y la Legión de Hampton, bajo el mando del Coronel Wade Hampton, a esta tarea. El 7 de mayo, Franklin colocó la brigada del general de brigada John Newton en el bosque a ambos lados del camino, apoyada en la parte trasera por grupos de otras dos brigadas (los generales de brigada Henry W. Slocum y Philip Kearny)[6]. La línea de escaramuza de Newton fue empujada hacia atrás a medida que avanzaba la brigada de Texas del general de brigada John Bell Hood, con Hampton a su derecha. Hood estaba preocupado por las víctimas del fuego amigo en los espesos bosques, así que ordenó a sus hombres que avanzaran con rifles descargados. Al encontrarse con un piquete de la Unión a 15 pasos de distancia, Hood escribió: "Un cabo del enemigo bajó su mosquete sobre mí mientras yo estaba frente a mi línea". Afortunadamente para Hood, el soldado John Deal de la 4.ª Infantería de Texas había desobedecido sus órdenes y llevaba un rifle cargado; logró disparar al cabo de la Unión antes de que éste pudiera disparar.
Mientras una segunda brigada seguía a Hood a su izquierda, las tropas de la Unión se retiraron de los bosques a la llanura próxima al desembarco, buscando protección contra el fuego de las cañoneras federales. Whiting empleó fuego de artillería contra las cañoneras, pero sus cañones no tenían suficiente alcance, por lo que se retiró alrededor de las 2 p. m. Las tropas de la Unión regresaron al bosque después de que los confederados se retiraron, pero no hicieron más intentos de avanzar.

## Repercusiones
La batalla en Eltham's Landing fue poco más que una fuerte escaramuza. Franklin le dijo a McClellan, "Me felicito de que hemos mantenido nuestra posición". Aunque la acción fue tácticamente inconclusa, Franklin perdió una oportunidad de interceptar la retirada de la Confederación de Williamsburg, permitiéndole pasar sin ser molestado.
Johnston estaba satisfecho con el resultado. Considerando el éxito que tuvieron sus hombres al ejecutar la orden de "tantear suavemente al enemigo y retroceder", preguntó humorísticamente al general Hood: "¿Qué habrían hecho sus tejanos, señor, si yo les hubiera ordenado que atacaran y expulsaran al enemigo?" Hood le contestó: "Supongo, general, que se habrían tirado al río, y a nado hubieran intentado capturar las cañoneras".